# میشل (ترانه)
میشل (به انگلیسی: Michelle) ترانه‌ای عاشقانه از گروه بیتلز است، که برای اولین بار در سال ۱۹۶۵ بر روی آلبوم روح پلاستیکی منتشر شد. این ترانه در سال ۱۹۶۷ موفق به بردن جایزهٔ بهترین ترانهٔ سال گرمی شد. بیشتر این ترانه از پل مک‌کارتنی است، ولی قسمتی از آن توسط جان لنون نوشته‌شده‌است.

## محتوی
این ترانه برعکس ترانه‌های دیگر آلبوم روح پلاستیکی که دارای اشعار مفهومی هستند، به صورت ساده نوشته شده‌است و به کارهای قدیم بیتل‌ها شبیه است. این ترانه مانند ترانهٔ دیروز یک نوع ترانهٔ استاندارد است، با وجود اینکه مانند دیروز بازخوانی نشده‌است، البته بازخوانی‌های از آن وجود دارند.قسمتی از ترانه به زبان فرانسه خوانده می‌شود. sont des mots qui vont très bien ensemble که در ترانه چندین بار تکرار می‌شود، در زبان فارسی یه معنی این‌ها سخنانی هستند که با یکدیگر هم‌خوانی دارند است.

## هنرمندان
- جان لنون، آوازخوان همراه، گیتاریس
- پل مک‌کارتی، آوازخوان اصلی و گیتار بیس
- جرج هریسون، آوازخوان همراه و گیتاریست اصلی
- رینگو استار، درام

به نقل از مکدونالد این ترانه در ۹ ساعت ساخته و ضبط شد.

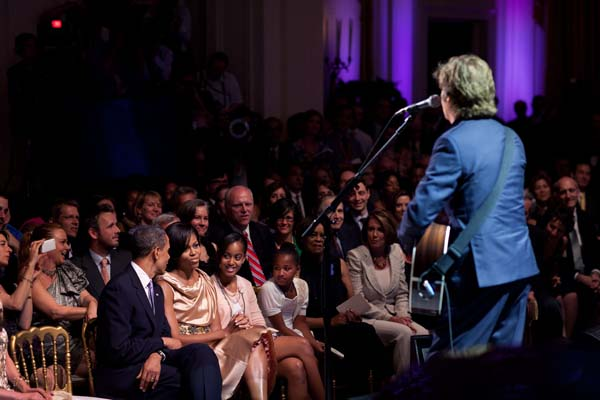
پل مک‌کارتنی در حال اجرای میشل در حضور میشل و باراک اوباما

## موفقیت‌ها
این ترانه به جز برنده شدن گرمی، در جدول ترانه‌های بریتانیا در اوایل سال ۱۹۶۶ به صدر آمد، البته در ایالات متحده ناموفق بود. این ترانه همچنین در فرانسه مورد توجه قرار گرفت.

## اجرای زنده
پل مک‌کارتنی در سال ۲۰۱۰ در مراسمی که برای اهدای جایزهٔ گرشوین برای ترانه‌های محبوب برگزار شده‌بود، این ترانه را برای میشل اوباما و در حضور باراک اوباما اجرا کرد. میشل اوباما پس از آن گفت که حتی در رویا هم نمی‌دید که دختری با ریشهٔ آفریقای که در محلهٔ ساوت‌ساید شیکاگو بزرگ شده ترانهٔ میشل را از زبان یکی از بیتل‌ها بشوند. 